# Ichthyophis kodaguensis
Ichthyophis kodaguensis é uma espécie de anfíbio anuro da família Ichthyophiidae. Está presente na Índia. A UICN classificou-a como deficiente de dados.